# Paonta Sahib
Paonta Sahib is een stad en gemeente in het district Sirmaur van de Indiase staat Himachal Pradesh. 

## Demografie
Volgens de Indiase volkstelling van 2001 wonen er 19.087 mensen in Paonta Sahib, waarvan 54% mannelijk en 46% vrouwelijk is. De plaats heeft een alfabetiseringsgraad van 76%. 